# 慕拉絲瀑布
慕拉絲瀑布位於高雄市桃源區，濁口溪支流馬里山溪上游，分上、下二瀑，上瀑位於石山工作站東南方約800公尺的溪谷，瀑布標高約2190公尺至2050公尺，分上、下兩層，上層落差約40公尺，下層落差約100公尺，總落差約140公尺。下瀑位於石山工作站南方約1.1公里的溪谷，上瀑下游約900公尺處。瀑布標高約1870公尺至1690公尺，分上、中、下三層，落差分別約為40公尺、60公尺、80公尺，總落差約180公尺。

## 解
1. ↑  根據《臺灣通用電子地圖【NLSC】》、《臺灣通用正射影像【NLSC】》對照。